# Stanisław Borek (duchowny)

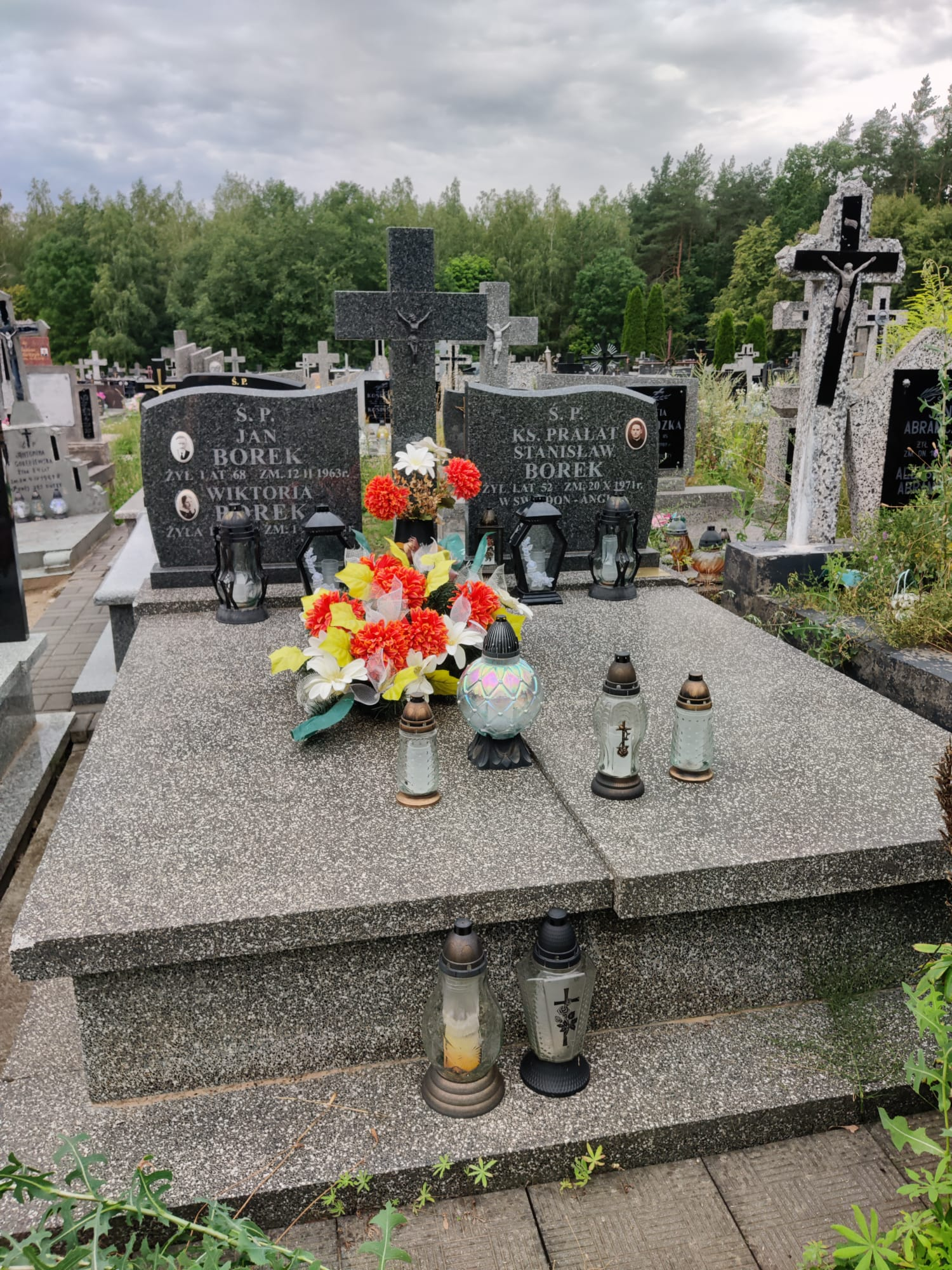
Grób ks. Stanisława Borka oraz jego rodziców na cmentarzu parafialnym w Porządziu

Stanisław Borek (ur. 9 maja 1919 w Dąbrowie, zm. 20 października 1971) – polski wojskowy, żołnierz armii gen. Andersa, uczestnik kampanii wrześniowej oraz walk pod Monte Cassino, później duchowny katolicki i działacz społeczny w Swindon w Anglii.

## Życiorys
Był synem Jana i Wiktorii z domu Biernackiej. Miał sześcioro rodzeństwa: Mariannę, Annę, Janinę, Kazimierza, Teodozję i Zofię. Do pięcioklasowej szkoły powszechnej chodził w swojej rodzinnej miejscowości Dąbrowa, koło Rząśnika. W 1931 roku rozpoczął naukę w Męskim Gimnazjum i Liceum Państwowym im. Piotra Skargi w Pułtusku, gdzie w 1938 roku zdał maturę. Potem uczęszczał do Szkoły Podchorążych Kawalerii w Grudziądzu.
Po wybuchu II wojny światowej większość września spędził w Suwałkach w szeregach 3 Pułku Szwoleżerów, a następnie, 23 września 1939 roku, został osadzony w obozie internowanych na Litwie. Dziesięć miesięcy później, 12 lipca 1940 roku, aresztowany przez NKWD, przebywał w obozie w Kozielsku, następnie w łagrze na północy Rosji. Po tzw. amnestii, 15 sierpnia 1941 roku, trafił do armii gen. Władysława Andersa, z którą przeszedł przez Iran, Irak, Palestynę, Egipt aż do Włoch.
Po dotarciu do Włoch już jako podporucznik 4 Pułku Pancernego walczył w bitwie pod Monte Cassino o Ankonę, Cesano i Metauro. Został ciężko ranny w bitwie nad rzeką Savio. 19 sierpnia 1944 roku pocisk, trafiając w pomieszczenie, zabił jedenastu oficerów. Ocalał jedynie Stanisław Borek. Jego nogi były w złym stanie, ale dzięki pobytowi najpierw w szpitalu we Włoszech, a następnie w Anglii, uniknął amputacji i wyzdrowiał.
Wspierany przez ks. infułata Bronisława Michalskiego z Polskiej Misji Katolickiej w Anglii i Walii,  30 czerwca 1945 roku rozpoczął studia filozoficzno-teologiczne w St. Joseph's College w Up Holland. Święcenia kapłańskie przyjął 3 czerwca 1950 roku. Następnie skierowano go do pracy w Polskiej Misji Katolickiej w Anglii i Walii. Od 13 września 1950 roku pracował w Ipswich, gdzie przez trzy lata, w parafii pw. św. Stanisława Kostki, był wikariuszem. 1 września 1953 roku został proboszczem w Swindon w Polskiej Parafii Rzymskokatolickiej pw. św. Jana Pawła II. Z powodu swojego wcześniejszego wojskowego życiorysu budził w wiernych patriotyzm i zachęcał do słuchania Radia Wolna Europa. Prowadził Akcję Katolicką i drużynę harcerską. Korespondencję między ks. Stanisławem Borkiem a biskupem płockim oraz rodziną Borka w Dąbrowie przekazywał przyjaciel kapłana, ks. prof. Piotr Szefler.
Ks. Stanisław Borek został kierownikiem polskiej szkoły, która współpracowała z angielską szkołą Holy Rood. W 1965 roku dzięki jego inicjatywie oddano do użytku Dom Polski, do którego została przeniesiona polska szkoła. Z powodu braków lokalowych już 12 grudnia 1965 roku rozpoczęto budowę szkoły na terenie Domu Parafialnego. Zakończono ją 13 maja 1967 roku. Szkoła wybrała na patronkę Marię Konopnicką. Ks. Borek był kierownikiem Polskiej Szkoły Sobotniej im. Marii Konopnickiej w Swindon do roku 1970.
W 1968 roku został dziekanem dekanatu Swindon. 5 marca 1968 roku został mianowany przez prymasa kard. Stefana Wyszyńskiego na kanonika, a miesiąc później, 18 kwietnia, papież Paweł VI mianował go na prałata. 26 maja 1971 roku, na kilka miesięcy przed śmiercią, został dziekanem dekanatu południowo-zachodniego.

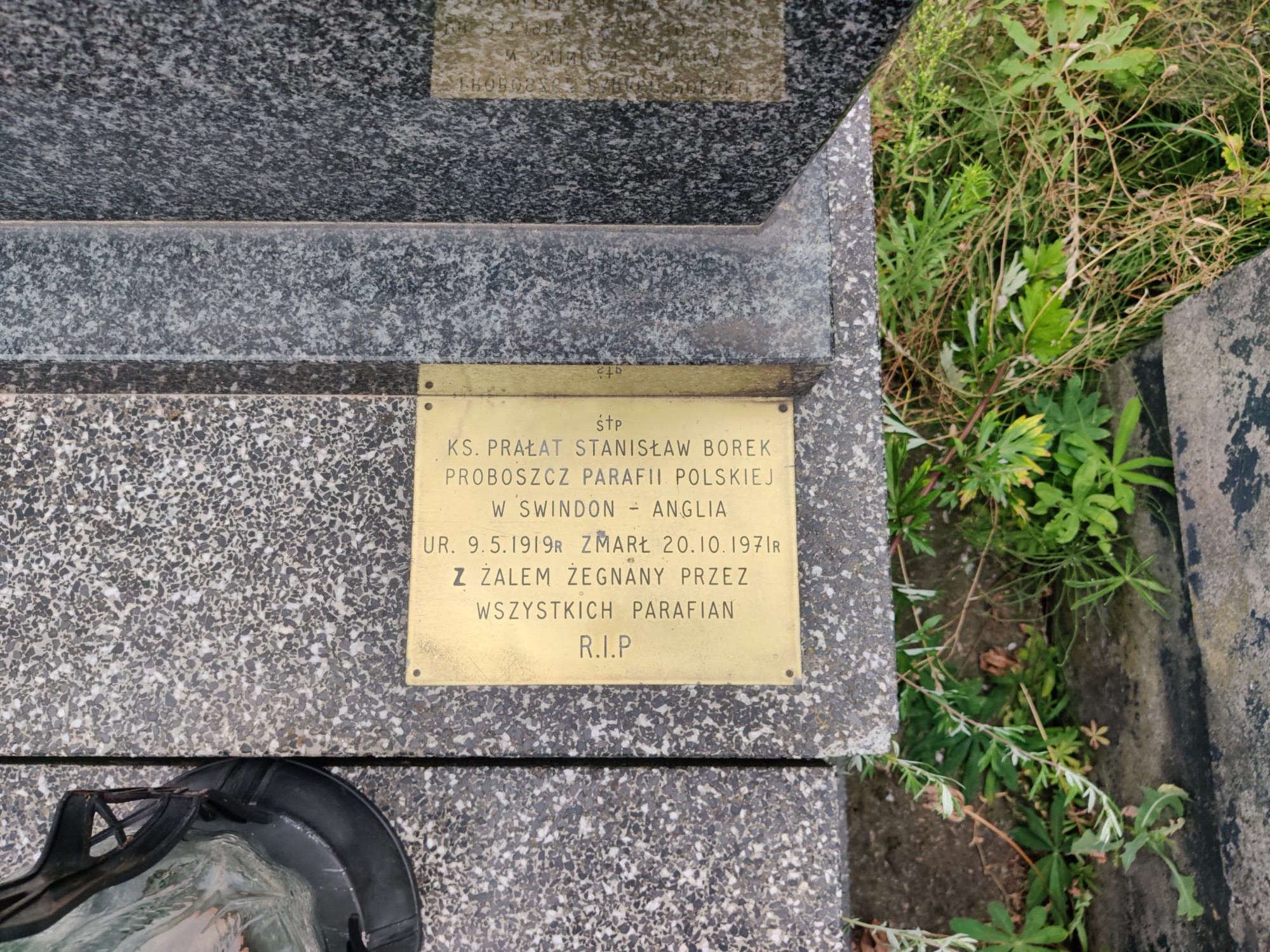
Tabliczka na grobie ks. Stanisława Borka

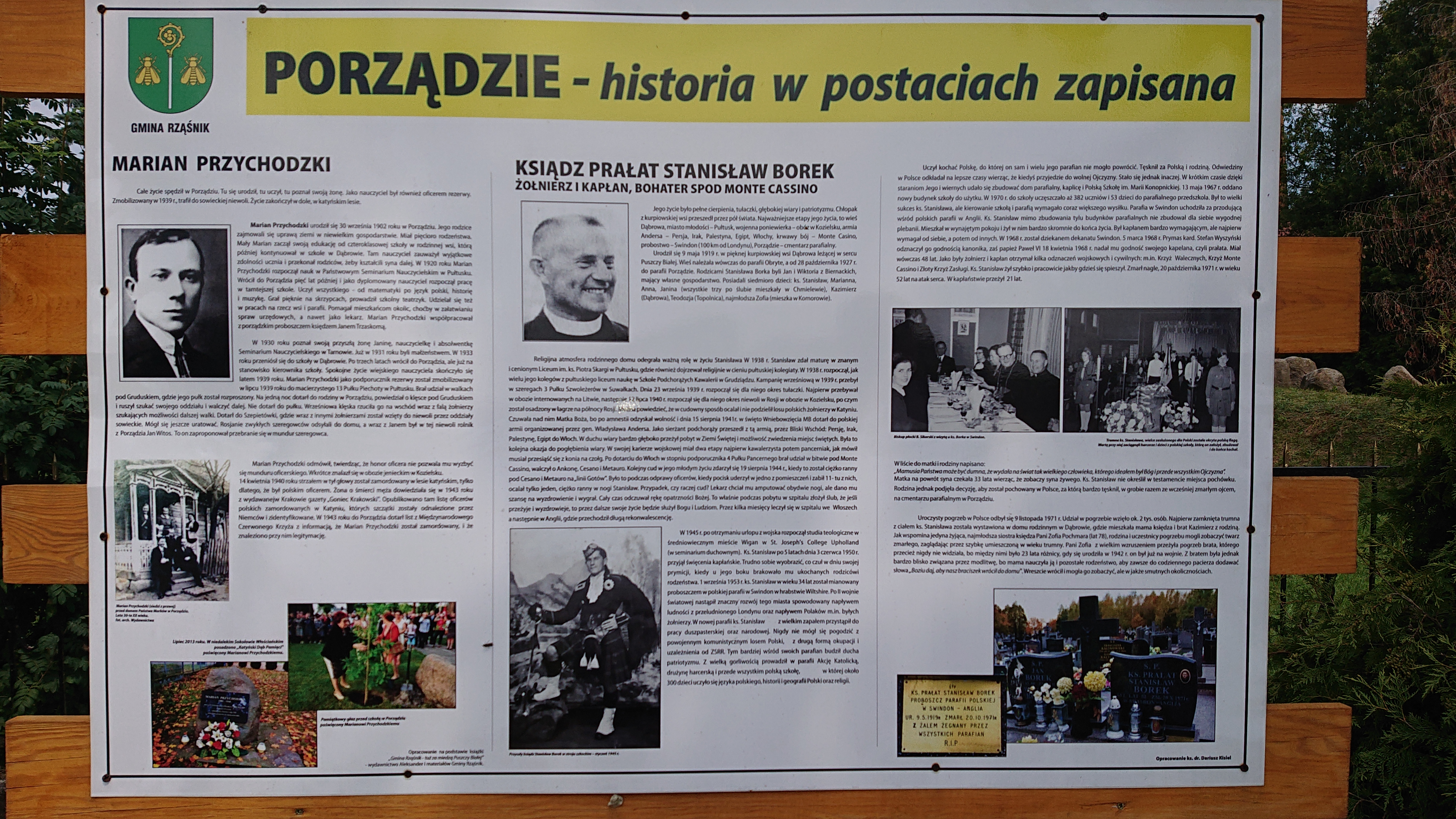
Jedna z tablic informacyjnych przy kościele w Porządziu – informacja o ks. Stanisławie Borku

Ks. Stanisław Borek zmarł na atak serca 20 października 1971 roku w Swindon. 30 października 1971 roku jego pogrzeb w Swindon poprowadził abp Szczepan Wesoły. Rodzina ks. Borka zdecydowała się pochować go na cmentarzu parafialnym w Porządziu, więc dalsza część pogrzebu miała miejsce 9 listopada 1971 roku w kościele pw. św. Teresy od Dzieciątka Jezus. Mszę pogrzebową poprowadził bp Bogdan Sikorski, a ostatnie pożegnanie wygłosił ks. prof. kan. Piotr Szefler. Uroczystości pogrzebowe ks. Stanisława Borka w Porządziu zgromadziły ok. 2 tys. osób.

## Ordery i odznaczenia
- Krzyż Walecznych
- Krzyż Monte Cassino
- Złoty Krzyż Zasługi[2].

## Pamięć
Polska Szkoła Sobotnia im. Marii Konopnickiej w Swindon w roku szkolnym 1975/1976 postanowiła przeznaczyć część pieniędzy z funduszu pośmiertnego ks. Borka na nagrodę dla najlepszego ucznia bądź uczennicy. Nagroda nosi imię ks. prałata Stanisława Borka.